# Pawbeats Orchestra
Pawbeats Orchestra – drugi album solowy polskiego kompozytora i producenta muzycznego Marcina Pawłowskiego znanego pod pseudonimem Pawbeats. Wydawnictwo ukazało się nakładem wytwórni muzycznej Step Records 29 lutego 2016 roku, choć pierwotnie premiera była zaplanowana na 19 lutego. Płytę poprzedziły single „Daj Alkohol (Stójka czy parter?)” i „Teraz”.
W marcu 2024 nagrania uzyskały certyfikat złotej płyty.
Autorem projektu graficznego wydania jest Grzegorz „Forin” Piwnicki. Na albumie Pawbeatsa pojawili się gościnnie m.in. Natalia Nykiel, VNM, KęKę, Quebonafide, Justyna Steczkowska, Tau, Mama Selita, Kali, Dwa Sławy czy Sarcast.

## Lista utworów
Źródło.
1. „Marana tha” (gościnnie: Tau) – 5:04
2. „Refuge” (gościnnie: Robert Cichy, Monika Borzym) – 3:30
3. „Anioły i Demony” (gościnnie: Kali, Monika Kazyaka) – 3:03
4. „Stójka czy parter (intro)” (gościnnie: Silesian Brass Quartet) – 0:45
5. „Daj alkohol/Stójka czy parter?” (gościnnie: Dwa Sławy) – 2:58
6. „Sign” (gościnnie: Natalia Nykiel, Mr J Medeiros) – 3:05
7. „Afekt” (gościnnie: Justyna Steczkowska) – 3:16
8. „Amnezja” (gościnnie: Kartky) – 3:39
9. „Monotonia” (gościnnie: VNM, Masia) – 4:22
10. „Substancje” (gościnnie: Mama Selita) – 3:34
11. „Teraz” (gościnnie: KęKę) – 3:29
12. „Niematerialnie” (gościnnie: Sarcast) – 3:12
13. „Miłość” – 2:20